# Adam von Adelon
Adam von Adelon, auch Adam von Gibelet-Besmedin († um 1198), war Herr von Adelon im Königreich Jerusalem.
Er war ein jüngerer Sohn von Hugo von Gibelet († nach 1220), Herr von Besmedin, und dessen Gattin Agnes von Ham. Seine Großeltern väterlicherseits waren Wilhelm von Gibelet († nach 1204), Sohn des Wilhelm II. Embriaco, Herr von Gibelet, und Fadie, Tochter des Manasses von Hierges. Sein Großvater mütterlicherseits war Gerhard von Ham, Konstabler von Tripolis. 
Im Laufe der 1190er Jahre wurde Adelon zur Herrschaft erhoben und Adam vom König von Jerusalem mit dieser belehnt.
Nach seinem Tod folgte ihm seine Schwester Agnes von Adelon, die mit dem flämischen Ritter Dietrich von Termonde verheiratet war, der später unter seinem Landsmann Kaiser Balduin I., Konstabler von Konstantinopel wurde.